# Welcome to the dollhouse
Welcome to the dollhouse (Bienvenido a la casa de muñecas) es el 115° episodio de la serie de televisión norteamericana Gilmore Girls.

## Resumen del episodio
Richard recluta a Logan para preguntarle sobre los planes que él tiene en el futuro con Rory, pero lo que en el fondo Logan cree es que él quiere saber cuándo se casaría con Rory; Taylor propone un plan para devolverles a las calles de Stars Hollow sus nombres históricos, y Lorelai apoya tal propuesta. Sin embargo, se arrepiente después cuando descubre el desagradable nombre que tenía antes la calle en la que se encuentra el Dragonfly. Lorelai intenta que se vuelva al nombre de la calle antes del cambio, pero eso le cuesta desaparecer del mapa histórico de Stars Hollow; Rory le declara su amor a Logan y éste le cuenta de las incómodas preguntas que Richard le había hecho anteriormente, así que Rory le pide a su abuela para que hable con Richard y no haga más ese tipo de preguntas. En tanto, la casa de Lorelai se ve inundada de todas las cosas que le quedaban en la casa de sus padres, ya que Emily se las estaba enviando y pensaba botarlas. Finalmente, y convencido de que cometió quizás uno de los peores errores de su vida al permitir que Rory dejara la universidad, Richard acude donde Lorelai para poder lograr una solución.
- Datos: Q6166736